# Линдси (Тексас)
Линдси (енгл. Lindsay) град је у америчкој савезној држави Тексас. По попису становништва из 2010. у њему је живело 1.018 становника.

## Демографија
Према попису становништва из 2010. у граду је живело 1.018 становника, што је 230 (29,2%) становника више него 2000. године.
| Група             | 2000.       | 2010.       |
| Белци             | 775 (98,4%) | 959 (94,2%) |
| Афроамериканци    | 0 (0,0%)    | 1 (0,1%)    |
| Азијати           | 1 (0,1%)    | 11 (1,1%)   |
| Хиспаноамериканци | 11 (1,4%)   | 28 (2,8%)   |
| Укупно            | 788         | 1.018       |